# (4728) Lyapidevskij
(4728) Lyapidevskij es un asteroide perteneciente al cinturón de asteroides, descubierto el 11 de noviembre de 1979 por Nikolái Stepánovich Chernyj desde el Observatorio Astrofísico de Crimea (República de Crimea).

## Designación y nombre
Designado provisionalmente como 1979 VG. Fue nombrado Lyapidevskij en honor al aviador ruso soviético Anatoli Vasílievich Liapidevski.